# Neo-Geo Pocket
De Neo-Geo Pocket is een door SNK ontwikkelde draagbare monochrome spelcomputer en in Japan op de markt gebracht op 28 oktober 1998 en beëindigd in 1999, met de komst van de Neo-Geo Pocket Color, vanwege tegenvallende verkoopaantallen van de monochrome Neo-Geo Pocket.
De Neo-Geo Pocket werd enkel uitgebracht op de Japanse en Hongkongse markt. Ondanks de relatief korte levensduur zijn er toch enkele spellen uitgebracht voor het systeem waaronder Samurai Shodown en King of Fighters R-1.
De Neo-Geo Pocket kan veel van de nieuwere kleurenspellen spelen. Nochtans zijn er enkele opmerkelijke uitzonderingen zoals Sonic the Hedgehog Pocket Adventure en SNK vs. Capcom: Match Of The Millennium.
De nieuwere Neo-Geo Pocket Color volledig achterwaarts compatibel en speelt alle spellen die oorspronkelijk zijn ontwikkeld voor de originele Neo-Geo Pocket.

## Specificaties
- 16bit-Toshiba TLCS-900H-High Performance-kernprocessor
- 32 bit-/16 bit-registerbankconfiguratie (6144 MHz)
- Scherm:
  - Resolutie: 256 x 256
  - 16 paletten/plane
  - 64 sprites/frame
- Geluid:
  - 8 bit-Z80 processor
  - 12 bit-DAC en 6 PSG-tonen simultane uitvoer
- Aansluitingen:
  - I/O seriële SIO 1 kanaalsbus 19 200 b/s

## Zie verder
- Neo-Geo Pocket Color
- Neo-Geo
- Neo-Geo CD
- Neo-Geo CDZ
- Hyper Neo-Geo 64